# Ефимов, Константин Сергеевич
Константин Сергеевич Ефимов (1 июня (19 мая) 1911, Санкт-Петербург — после июня 1975) — советский футболист.
Занимался футболом с 1924 года. Выступал за завод «Большевик» (С 1928, 1930—1932, 1936—1939, 1940—1941, 1947—1948). Обладатель Кубка ВЦСПС (1937). В 1932—1935 служил добровольцем на флоте (крейсер «Красный Кавказ», командир отделения дальномерщиков). В составе сборной Севастополя чемпион ВМС СССР (1933). В чемпионате СССР 1938 года сыграл 8 игр за ленинградский «Зенит».
Участник Великой Отечественной войны. Старшина второй статьи. Тренер по футболу и хоккею с шайбой части Лобанова (КБФ, 1944).
Награждён медалями «За оборону Ленинграда» (1943), «За победу над Германией» (1945, 1946), «Ветеран труда» (1984), Жукова (1996); орденом «Отечественной войны» II степени (1985).
Ветеран «Дороги жизни» (1977).
Участник первенства СССР в составе сборной команды ВМФ по футболу (1945). В 1946 году — тренер и капитан команды «Пищевик» Ленинград. Работал на заводе «Большевик» (1947—1975), тренер футбольно-хоккейной секции).